# 寺下陽一
寺下 陽一（てらした よういち　1938年3月5日-）は、京都情報大学院大学の副学長、京都コンピュータ学院京都駅前校校長である。

## 略歴
- 京都大学理学部卒業[1]
- （米国）アイオワ大学大学院博士課程修了（物理天文学専攻）,Ph.D.[1][3]
- 金沢工業大学名誉教授[1]
- 元国際協力事業団派遣専門家（情報工学）
- 元京都コンピュータ学院洛北校校長[2]
- 学校法人京都情報学園理事
- 京都コンピュータ学院京都駅前校校長
- 京都情報大学院大学副学長

## 主要な研究論文
- 寺下陽一「サービス・サイエンスは定着するか？」,日本応用情報学会,NAIS Journal, Vol.1, No.1, pp.78-84, 2005 ISSN 24365378
- 寺下陽一「京都情報大学院大学<ウェブビジネス技術専攻>のカリキュラム」,京都コンピュータ学院アキューム編集部,Accumu, Vol.13, pp.88-91, 2004 ISSN 18829392
- 寺下陽一「データベース理論とその発展」,京都コンピュータ学院アキューム編集部,Accumu, Vol.12, pp.30-35, 2003 ISSN 18829392
- 寺下陽一,上田宏一,二口邦夫「教育用ソフトウェアにおけるレトリック技法の研究」,文部省科学研究費補助金一般研究C研究成果報告書,1995 科研費課題番号05680185 国立国会図書館書誌ID:000006994595
- 下沢隆,黒石佳伸,篠原文陽児,伊藤紘二,寺下陽一,木村捨雄「科学教育におけるコンピュータ利用の包括的検証と実施の具体策の提示」,文部省科学研究費補助金綜合研究A研究成果報告書,1993 科研費課題番号02301105 国立国会図書館書誌ID:000006977242
- Yoichi Terashita, "Use of Computer Based Facilities for International Training Programs", Industry Executive Conference(IBM), Hong Kong, 1991[4]
- 寺下陽一「日本の大学－各大学における情報教育環境『金沢工業大学』」,共立出版,bit誌別冊「知のキャンパス」,pp.122-125,1991[5]
- Yoichi Terashita, "Recent CBT Activities in the Asia/Pacific Region", ITU CBT Task Forces Meeting, (Nynashamn, Sweden), 1990[6]
- 「べた書き入力に適した並列型パーサによる中国語文解析」（共著）,情報学シンポジウム講演論文集（日本学術会議,他）pp.161-171,1990[7]
- Yoichi Terashita, "Use of Computers in Libraries" Proc. of International Symposium on New Techniques and applications in Libraries, pp.385-397, 1988[8]
- "An Integrated CAI System Using PC Workstations"(jointly worked), J. of Engineering Education in Southeast Asia, Vol.17, No.2, pp.53-59, 1987[9]
- "Use of Microcomputers for Computer Assisted Instruction", Electronics in Japan, pp.44-48, 1986
- Y.Terashita, Y.Sasaki, K.Takemoto, "An Experimental System for Creating and Managing Arabic Bibliographic Database – A step Toward Effective International Information Exchange", Libri, Vol.36, No.4, pp.259-275, 1986 doi:10.1515/libr.1986.36.1.259
- "A Micro-Based CAI System", Reports of Regional Conference on the Role of Engineering Education in Industrial Development, pp.138-143, 1985
- 寺下陽一「金沢工大の教育におけるコンピュータ利用」教育と施設 Vol.9, pp.63-65, 1985[10]
- "A Micro-Based CAI System", J. of Asia Electronics Union, No.109, pp.103-109, 1985
- 「金沢工業大学におけるCAI」現代の高等教育 No.258, pp.49-53, 1985